# Judith Devaux
Pour les articles homonymes, voir Devaux.
 (juin 2011).
Si vous disposez d'ouvrages ou d'articles de référence ou si vous connaissez des sites web de qualité traitant du thème abordé ici, merci de compléter l'article en donnant les références utiles à sa vérifiabilité et en les liant à la section « Notes et références ».
Judith Devaux, née en 1970 à Châteaudun (France), est une sculptrice animalière. Son travail a été récompensé par le prix Édouard-Marcel-Sandoz au 32e Salon national des artistes animaliers de Bry-sur-Marne en 2008.

## Biographie
De 1988 à 1997, Judith Devaux étudie l'histoire de l'art et l’égyptologie à l’École du Louvre ; en 1997, elle obtient la mention Très Bien pour son diplôme de recherche sur les Techniques de Sculpture en Égypte ancienne.
Parallèlement, elle étudie la sculpture aux Ateliers Beaux-Arts de la Ville de Paris, à l’École Boulle, puis à la ménagerie du Jardin des plantes où elle installe son atelier de 1993 à 2005. Depuis 2005, elle s'installe à Nîmes, d’où elle travaille en Camargue notamment.

## Commandes
- 2005 : L'orfèvre Odiot fait appel à elle pour sa « Corbeille à fruits au Faucon »
- 2002 : La direction des Journaux Officiels achète son « Papillon »
- 2002 : la Monnaie de Paris édite sa « Grue et son petit »
- 2002 : « Poisson chinois », création pour l'atelier Daum

## Expositions personnelles
- 2010 : Paris, Galerie Mouvances, 2, place des Vosges : 40 ans, 40 bronzes
- 2008 : Salon National des Artistes Animaliers, Bry-sur-Marne, lauréate du prix Sandoz et invitée d'honneur
- 2007 : Galerie Nippur, Clairac
- 2005 : Hôtel Meurice Paris, Animalia, sur une proposition de Lionelle Courbet-Viron
- 2004 : Galerie Mouvances, 2 place des Vosges
- 2002 : Journaux Officiels, Paris, « Envol »

## Salons et expositions collectives
- 2011 : Galerie de la Salamandre, Nîmes, « Échos » avec Françoise Vadon, peintre
- 1997 à 2008 : Salon National des Artistes Animaliers de Bry-sur-Marne
- 2001 et 2002 : Galerie Mouvances, bronzes animaliers
- 2000 : Mairie du 5e arrondissement, Paris, « Les animaliers du Jardin des Plantes »
- 1996 : Galerie de l’Évolution, Jardin des Plantes, Paris, Premier Salon National des Artistes Naturalistes